# Denis Lessard (archiviste)
 (décembre 2020).
Pour les articles homonymes, voir Denis Lessard et Lessard.
Denis Lessard, né en 1959 à Sherbrooke au Québec, est un archiviste et artiste interdisciplinaire qui vit et travaille à Montréal.  

## Biographie
Denis Lessard, est né en 1959 à Sherbrooke. Il détient un baccalauréat en communication et histoire de l'art (1980) de l'Université Laval, une maîtrise en histoire de l'art (1985) de l'Université de Montréal et complète sa formation avec un certificat en archivistique de l'École de bibliothéconomie et des sciences de l’information (EBSI) de l'Université de Montréal en 2010. Ses performances et ses créations visuelles sont montrées au Canada, aux États-Unis et en Europe depuis 1982.  
Il exerce aussi comme critique d'art, traducteur, commissaire d'exposition et travaille comme enseignant en histoire de l'art. Il effectue plusieurs résidences notamment au Canada et Pays-Bas au cours desquelles il réalise des projets abordant les thématiques de la mémoire, l'histoire et les communautés des lieux qu'il investit. 
Sa pratique artistique essentiellement composée de performances et d'actions furtives, l'amène à réfléchir aux questions de collection, d'identité masculine, de spiritualité et des affinités entre littérature, musique et arts visuels.

## Contribution intellectuelle
Opérant comme « artiste-archiviste », Denis Lessard joint les composants des deux disciplines à sa pratique. On retrouve notamment deux pans à sa démarche : son travail se concentre précisément sur la constitution ou la reconstitution de la mémoire des individus et des communautés et son approche d’artiste-archiviste l'amène à exploiter le matériel d’archives dans divers types de production artistique. Ses projets prennent forme d’inventaires de textes et d’images par l’intégration de documents d’archives, souvent fruit de ses recherches archivistiques.   
L'approche de Denis Lessard constitue un nouveau regard sur la pratique archivistique. Ses interventions sont mises en perspective des points de vue archivistique et artistique. Anne Klein désigne sa pratique d’archiviste-artiste comme une « mise en scène de l’archiviste ». Sa pratique consiste à mener ses fonctions de traitement d’archives à même l’espace d’exposition et d'intégrer le public dans sa démarche. C'est ce qu'il fera à Skol en 2011 dans le cadre du projet La salle de traitement des archives (sta)/Archives processing room (apr). Ce projet s’inscrit dans la vision de Lessard qui s’impose comme une jonction entre le caractère traditionnel des documents d’archives appelés à prouver, à renseigner et à témoigner et la mise en scène à travers l’ouverture de dialogue avec les visiteurs. 
C'est dans la continuité de cette démarche qu'à l'automne 2010, la Division de la gestion de documents et des archives (DGDA) de l'Université de Montréal accueille Denis Lessard en résidence au sein des locaux du service d’archives, une action qui constitue une première au Québec. Lors de sa résidence, il intervient dans les fonds moins connus du service d'archive qui l’accueille, de manière à les mettre en valeur. L’action s'inscrit dans la continuité de la mission du service d’archives.
Sa pratique archivistique en plus d'être inusitée, est transdisciplinaire. Lessard investit différents milieux et des disciplines variées et agit comme consultant afin d’offrir son expertise et compétences archivistiques aux diverses communautés. Il fournit des outils et des ressources les aidant à établir un système de gestion archivistique et des bonnes pratiques quant au traitement et à la conservation de leurs archives. 
Ses recherches portent spécifiquement sur l'organisation, la conservation et la diffusion des archives en milieu des arts visuels, précisément en contexte de centres d’artistes autogérés. Il défend l’importance des archives au sein du réseau des centres d'artistes autogérés puisqu’ils contribuent activement au développement et à la préservation de l’art contemporain canadien et québécois. Il soutient l'idée que d’assurer de meilleures pratiques quant à leur traitement, sauvegarde et diffusion engage à être garant de l’histoire de l’art canadien. Il étudie et développe des outils de classification spécifiques à la discipline artistique et plus précisément en lien à ce type d’institution afin qu’elles améliorent leur gestion de documents d’archives. Il aspire à ce qu’un guide de traitement des archives pour le réseau soit rédigé et à ce que les archives en arts visuels soient réunies en un lieu unique.
En 2014, dans ce même élan, il publiera Le petit guide bleu de la gestion des documents et des archives à la suite de la formation Introduction à la gestion des documents et des archives tenue en 2013. Ce guide contient différentes informations pratiques quant aux outils liés à la discipline archivistique et aux étapes de leur implantation. Il prodigue des « conseils sur les procédures de nommage » et sur les différentes techniques de préservation des archives à court et long terme. Il fournit des ressources de référence et un lexique avec une liste des termes de base en archivistique.
Outre ses recherches en centres d’artistes autogérés, il sonde les théories et pratiques archivistiques en contexte religieux. Le comité d’archives du Conseil du patrimoine religieux du Québec publiera le Guide de déménagement d’un dépôt d’archives, dont Denis Lessard conduira le projet. Cet outil pratique est conçu afin d’aider les communautés religieuses et les paroisses dans les étapes d’un déménagement d’archives qui surviendrait dans les cas échéant une « fermeture de communautés, de paroisses, de maisons de religieux, de couvents ; [un] regroupement de paroisses ; [un] regroupement de communautés religieuses : [une] mise en commun des ressources ; la centralisation des archives d’un ordre religieux ; le déménagement dans de nouveaux locaux ou dans un nouvel édifice ». 

## Publications
- 2014 : Le petit guide bleu de la gestion des documents et des archives, Regroupement des centres d’artistes autogérés du Québec.  (ISBN 978-2-923021-47-8)
- 2016 : Les Archives Passe-Mémoire : préservation et diffusion des archives de l'intime, Québec.

## Distinctions
- 1994 : Prix Louis-Comtois, décerné par l'Association des galeries d'art contemporain (Montréal)[réf. nécessaire]